# Оркестр Концертхауса

Йоана Мальвиц 2023

Оркестр Концертхауса (нем. Konzerthausorchester Berlin), до 2006 года Берлинский симфонический оркестр (нем. Berliner Sinfonie-Orchester) — германский симфонический оркестр, основанный в 1952 году в ГДР.
Под руководством Курта Зандерлинга оркестр в 1960-70-е гг. достиг значительного признания — в том числе благодаря широкому сотрудничеству со знаменитыми солистами из СССР — Эмилем Гилельсом, Давидом Ойстрахом и другими.
В 1992 году домашней площадкой оркестра был объявлен берлинский Концертхаус (Концертный зал), бывший Берлинский драматический театр. В 2006 году в связи с этим было изменено название оркестра.
По мнению некоторых обозревателей, с приходом Лотара Загрошека оркестр обрёл новое дыхание (состав оркестра был обновлён на 60 %) и смог вступить в конкуренцию с самым именитым и авторитетным коллективом германской столицы — Берлинским филармоническим оркестром.

## Главные дирижёры
- Герман Гильдебрандт (1952—1959)
- Курт Зандерлинг (1960—1977)
- Гюнтер Хербиг (1977—1983)
- Клаус Петер Флор (1984—1991)
- Михаэль Шёнвандт (1992—1998)
- Элиаху Инбал (2001—2006)
- Лотар Загрошек (2006-2011)
- Иван Фишер (2012—2018)
- Кристоф Эшенбах (2019—2023)
- Йоана Мальвиц (с 2023)